# Hypnosen
Hypnosen is een Zweeds-Noors-Franse komische dramafilm uit 2023, geregisseerd en mede geschreven door Ernst De Geer en zijn filmregiedebuut. De hoofdrollen worden vertolkt door Asta Kamma August en Herbert Nordrum.

## Verhaal
André en Vera zijn een jong koppel en partners zowel in zaken als in het leven. Ze proberen hun mobiele app over "reproductieve gezondheid van vrouwen" te pitchen op een prestigieus seminar, ontworpen om investeerders aan te trekken. Helaas resulteert Vera's eerdere bezoek aan een hypnotiseur om haar te helpen met stoppen met roken via hypnotherapie in een aantal onverwachte gevolgen waaronder het verlies van haar normale remmingen.

## Rolverdeling
| Acteur                   | Personage |
| ------------------------ | --------- |
| Asta Kamma August        | Vera      |
| Herbert Nordrum          | André     |
| Andrea Edwards           | Lotta     |
| David Fukamachi Regnfors | Julian    |

## Productie
Het Wild Card-financieringsinitiatief van het Zweeds Filminstituut is, sinds 2018,  bedoeld om recent afgestudeerden van filmscholen te ondersteunen en helpt hen een eerste lowbudgetfilm te maken. Regisseur Ernst De Geer behoorde tot de eerste lichting die van dit programma profiteerde om de film Hypnosen te maken.

## Release en ontvangst
Hypnosen ging op 5 juli 2023 in première op het Internationaal filmfestival van Karlsbad in de competitie voor de Kristallen Bol. De film kwam op 8 maart 2024 uit in de Zweedse bioscopen. Hypnosen werd acht maal genomineerd voor de Guldbagge-filmprijzen er won drie prijzen.
De film kreeg overwegend positieve kritieken van de filmcritici, met een score van 94% op Rotten Tomatoes, gebaseerd op 18 beoordelingen.

## Prijzen en nominaties
De belangrijkste:
| Jaar | Prijs                                    | Categorie                  | Genomineerde(n)               | Uitslag     |
| ---- | ---------------------------------------- | -------------------------- | ----------------------------- | ----------- |
| 2025 | Guldbagge                                | Beste film                 | Beste film                    | Genomineerd |
| 2025 | Guldbagge                                | Beste regisseur            | Ernst De Geer                 | Genomineerd |
| 2025 | Guldbagge                                | Beste vrouwelijke hoofdrol | Asta Kamma August             | Genomineerd |
| 2025 | Guldbagge                                | Beste mannelijke hoofdrol  | Herbert Nordrum               | Gewonnen    |
| 2025 | Guldbagge                                | Beste vrouwelijke bijrol   | Andrea Edwards                | Genomineerd |
| 2025 | Guldbagge                                | Beste mannelijke bijrol    | David Fukamachi Regnfors      | Gewonnen    |
| 2025 | Guldbagge                                | Beste scenario             | Ernst De Geer en Mads Stegger | Gewonnen    |
| 2025 | Guldbagge                                | Beste montage              | Robert Krantz                 | Genomineerd |
| 2023 | Internationaal filmfestival van Karlsbad | Kristallen Bol             | Ernst De Geer                 | Genomineerd |